# お茶の水ゼミナール
お茶の水ゼミナール（おちゃのみずゼミナール）は、首都圏の現役生専門の大学受験予備校。2006年10月、ベネッセコーポレーションに買収され傘下となった。2023年1月に関西圏で研伸館などの学習塾を運営するアップ (学習塾)と会社統合し、ブランド名をお茶ゼミ√＋（おちゃぜみルータス）に変更した。

## 概略
東京本校（水道橋）、渋谷校、吉祥寺校の3校舎を展開する少人数制の予備校である。低学年での学びの定着が重要であるという考えから2024年度より中学生課程・高1生のクラスは原則12名定員で授業を実施している。ただし、高2生、高3生については、受験学年としての生徒同士の競争をより促すため、従来通りの最大1クラス30人定員を採用している。原則として全ての授業がオンラインで受講できるようになっている。授業がない日でも自習室や空き教室を使うことができ、空き教室は飲食が許されている。独自のお茶模試やベネッセ模試（進研模試、ベネッセ・駿台模試）を校内で実施している。選抜試験で合格するか模試で一定の成績を収めることにより、東大クラス、早慶クラスなどの選抜クラスを受講することができる。主な講師に西川芳孝、吉田信夫、天満寛、秋元暁哉などがいる。

## 沿革
- 1979年 - 株式会社お茶の水ゼミナールを設立。
- 2006年 - ベネッセコーポレーションに買収される。
- 2023年 - 同じベネッセグループのアップ教育企画との会社統合。ブランド名をお茶ゼミ√＋に変更。

## √＋Private School
√＋Private School（ルータスプライベートスクール）はお茶ゼミ√＋の個別指導部門である。現役の中学生、高校生と既卒生を対象に個別指導を行う。
受験コース
入試対策、定期テスト対策、英検対策などの個別指導を行う。原則として授業は講師1人が生徒2人を指導する。市販の教材や学校の教材からお茶ゼミ√＋のテキストまで生徒の要望に合わせて対応する。
医学部特別コース
医学部医学科受験専門の個別指導を行う。授業は講師1人が生徒1人を指導し、月2回の面談や面接練習なども行われる。
目的別小集団コース
推薦入試や論文対策、面接対策などの目的別の少人数制授業を行う。授業は主にお茶ゼミ√＋集団授業の講師が行い、最大8名までの少人数に対して徹底的に指導する。
Daily Training
Daily Training はスケジュール管理型の学習プログラムである。学習スケジュール管理と日々の小テストで自習に「強制力」を持たせることで成績向上を狙う。

## Medi-UP√＋
Medi-UP√＋（メディアップルータス）はアップ教育企画が運営する医学部専門予備校である。少人数集団授業と個別指導をかけ合わせたカリキュラムで医学部入試に特化した指導を行う。

## 進学館√＋
進学館√＋（しんがくかんルータス）はアップ教育企画が運営する中学受験予備校である。少人数集団授業と個別指導をかけ合わせたカリキュラムで難関中学受験指導を行う。
進学館√＋の校舎一覧
- 渋谷校
- 吉祥寺校
- 御茶ノ水校
- 勝どき校

## 校舎
2024年時点で存在するお茶ゼミ√＋の校舎は以下の通りである。また、すべての校舎において大学受験個別指導を行う√＋Private Schoolを併設している。さらに、東京本校では医学部専門指導を行うMedi-UP√＋、渋谷校では中学受験指導を行う進学館√＋も併設している。
- 東京本校（水道橋）
- 渋谷校
- 吉祥寺校

## 過去に存在した校舎
以下は過去に存在していたお茶ゼミ√＋（お茶の水ゼミナール）の校舎の一覧である。
- 池袋校
- 南浦和館
- 千葉校
- 三鷹校
- 大宮校
- 高田馬場校
- 横浜校